# 薩薩克人
薩薩克人（英文：Sasaks）是印尼的民族，主要居住於小巽他群島的龍目島上。使用薩薩克語及印尼語，屬於南島語系馬來-玻里尼西亞語族的巴里-薩薩克-松巴哇語支。

## 認同
傳統上，他們以人口、村落和文化來區分兩個不同的族群：「Wetu Telu」是最傳統的薩薩克人、「Waktu Lima」是受更多伊斯蘭文化和市場經濟影響的薩薩克人。這個分類是近年來出現的，在西元1965年以前幾乎所有的村落自認為「Wetu Telu」，後來一些薩薩克人的開放主張才變成這樣。

## 人口及分佈

### 人口

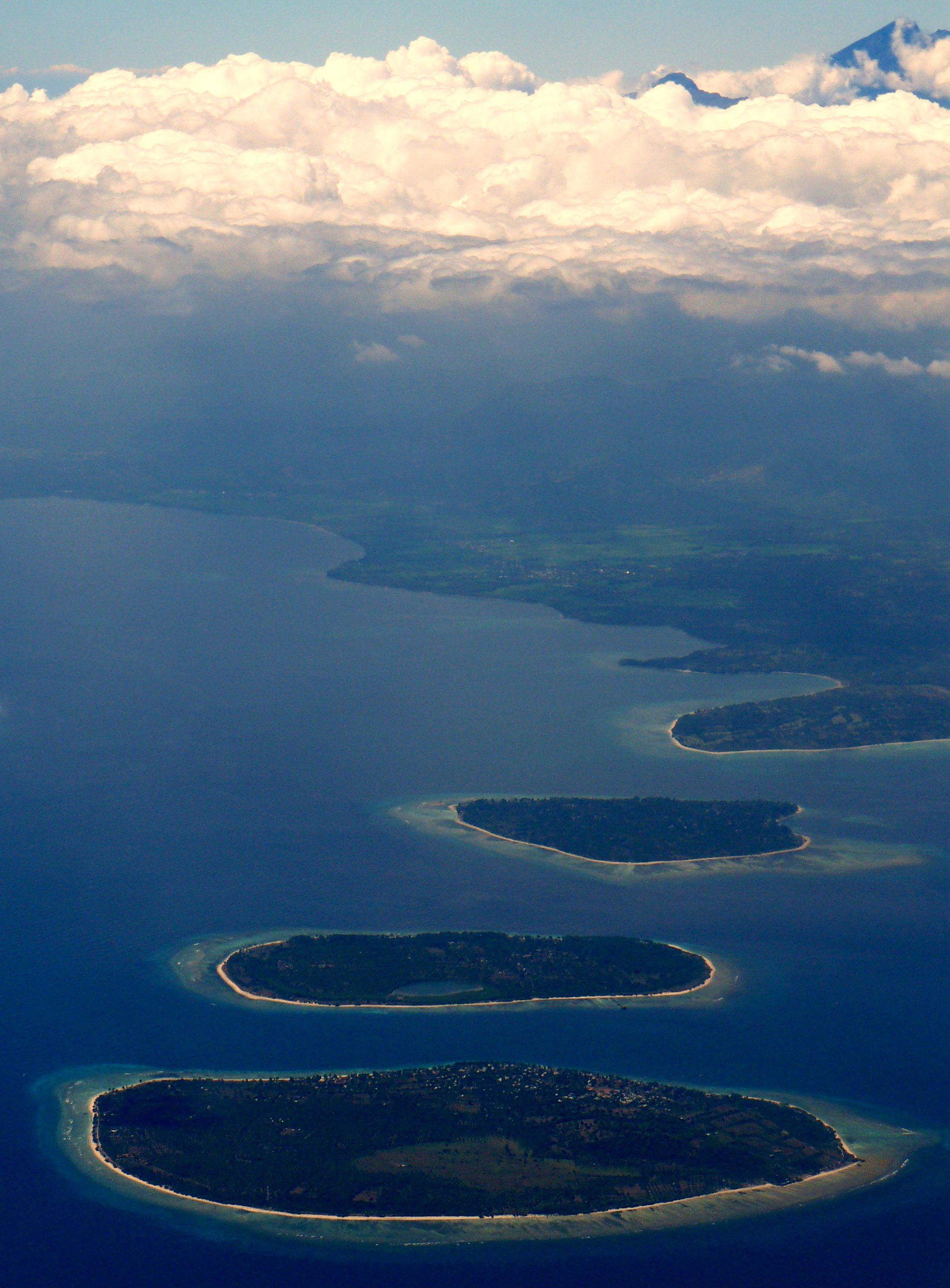
吉利群島，林賈尼火山，龙目(最上方)

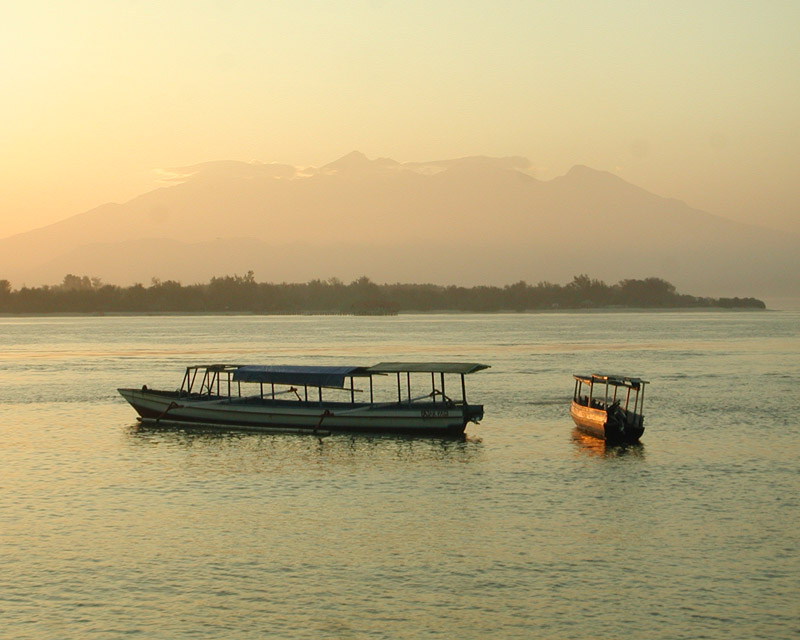
龙目林賈尼火山

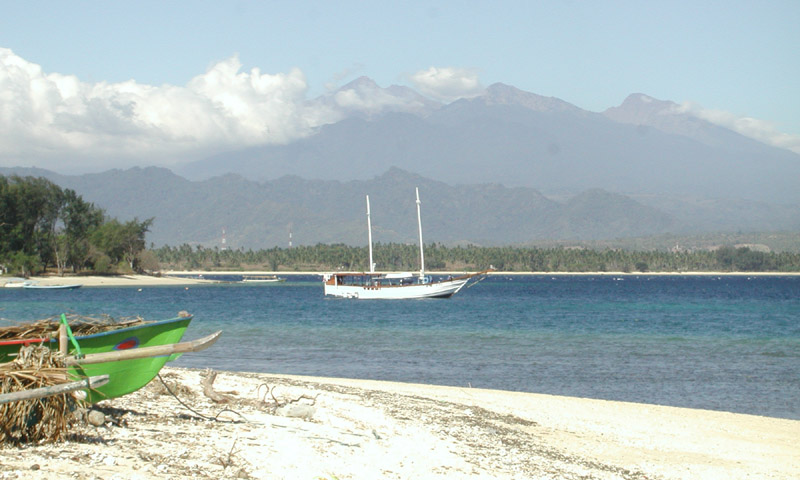
由Gili Air岛看龙目林賈尼火山

世界總人口約360萬，而以龍目島來說，島上有90%是薩薩克人，1980年人口普查時，估計有將近230萬人，平均人口密度為152人/平方公尺，而在肥沃平原區則將近700人/平方公尺。人口成長率為2.3%。而至2010年的普查資料，人口數已達約317萬人。

### 分佈
大約有85%的薩薩克人居住於印尼龍目島上

#### 地理環境
稀為人知的龍目島（Lombok）印尼語意謂「辣椒」，是小巽他群島中的一個島嶼，位於峇里島東方，一水之隔兩島相望，僅相距30公里，同為海島但有著截然不同的面貌與命運，相較於廣受歡迎的峇里島，龍目島則像是被遺落於世的一島秘境，鬱蔥的叢林掩映林賈尼火山，另一頭則是淨白沙灘向外延伸出層次的湛藍海洋，完全無外在污染的隔世島嶼，如果想暫別都市的喧囂，這隱世秘境將會是一個能讓自己歸零的好地方。 至於島的乾季發生在五至八月間，雨季則是九至四月間，最穩定的降雨在島的西部。
林賈尼火山：為本島最高的山峰，也是印尼第二高的火山，位於本島的北方，它也是島上多條河川的發源地。如此獨天獨厚的自然環境，造就了農業經濟的發展。

## 語言

### 薩薩克語
在語言系屬分類中屬於南島語系的馬來-玻里尼西亞語族的巽他-蘇拉威西語群的巴里-薩薩克語群的巴里-薩薩克-松巴哇語支。
薩薩克語展現內部變異性，有其地理及社會因素，它複雜的語言學系統包含五種方言Kuto-Kute (北部), Meno-Mene (中部), Mriak-Mriku (中南部), Ngeno-Ngene (中西、中東部), Ngeto-Ngete (最北部)。

#### 文字
Aksara Sasak是一個文字系統，也叫做 hanacarakaan，以印地文字為基礎實際上也被峇里人使用。他有18個基本字母，架構為一個子音+母音a。 它是在19世紀當龍目島受峇里人統治時，向峇里語借用的文字系統，也受到爪哇人的影響，當時主要書寫在叫做 lontar palm的乾葉上。 1970年代則透過紙張傳播，被使用在教學以及閱讀表演上，直至今日仍有些人或團體對於這種傳統的閱讀活動感到興趣，雖然可能有些表演者已改用拉丁字來書寫。1990年代的一些初等學校還會介紹 Aksara Sasak 也有一些書本使用，它顯然已經對於書寫系統有功能性的影響。但他如今卻已不在學校被教授。最後的使用是在一些與「薩薩克傳統」有關的象徵性圖示上。在龍目島上，Aksara Sasak的知識和書寫傳統已經嚴重萎縮，這些手稿及其功能的瀕危狀態將在可預見的未來消失。 
Aksara sasak伴隨著以拉丁字為書寫基礎的使用，一直維持某種程度到印尼獨立，但今天已經很少薩薩克人能夠流利地使用了 。

## 歷史沿革

### 14世紀的滿者伯夷帝國
關於龍目島早期的歷史少有文獻記載，不過《爪哇史頌》的手稿（1365年寫於爪哇島）指出龍目島與爪哇島的滿者伯夷帝國(1294-1478)有所關連，也提到薩薩克地區的名字是為爪哇官方規定的，據說滿者伯夷的國王Hayam Wuruk(1350-1389）擴及滿者伯夷的影響力至峇里島、當時聲稱的龍目島、松巴哇島和一部分的蘇拉威西島。
在這個時間點，龍目島上有數個分裂的薩薩克王國，且經常發生衝突。西元1334年，據說滿者伯夷的攝政王加查·馬達曾經造訪兩個最重要的薩薩克王國：位於東龍目島的Selaparang和中部的Pejanggik。爪哇人的文化傳統最有可能於此時傳入，包含種姓制度和貴族制度，也開始有印度教、佛教的文化概念和實踐，包含書寫。Marrison作出以下關於龍目紀事（Babad Lombok）的評論，有其歷史的代表性：
「許多版本的龍目島記事（Babad Lombok）講到滿者伯夷的統治者讓他的兒子到東爪哇島、峇里島、龍目島和松巴哇島用新的教學。滿者伯夷的影響力可能得以在村落生活的樣式、家屋建設及農業，甚至是音樂與藝術中看到，特別是wayang lèndong。…峇里島與龍目島有爪哇的語言、文學和書寫方面的文化遺產，而這都來自滿者伯夷和布蘭邦安王國。」

### 17至19世紀多元文化的傳入
西元1637年，伊斯蘭帝國望加錫與在東龍目島的Selaparang王國建立關係，並引介伊斯蘭文化與阿拉伯文字（雖然它可能僅限寫於古蘭經文本或馬來物品，沒有其他案例保留）。此時，西龍目島是受南峇里Gelgel王國支配，他們以 Ampenan港為中心，並且在西元1678年Gelgel將望加錫帝國驅逐出龍目島到松巴哇島，而在Selaparang的薩薩克人有持續一段時間的零星的反抗事件。西元1740年，Gelgel王國又被Karangasem王國的Gusti Wayahan Tegeh所征服，他控制了數個島嶼，也引介法律書或其他文本並建立了祭司，以推廣峇里文化。Creese說：
「在過去的一個世紀，鄰近的王朝緊密連結卡朗阿森與龍目王室中心，針對所有實際用途，西龍目因此設立部分峇里文化和政治世界，在龍目的王室，新的文學也因此興起，透過他們與峇里王室持續發展地聯繫，也或許文學活動在這個舊作被保存、複印、閱讀，新作品得以書寫的時刻能夠獨立地、蓬勃地發展。」
在西元1775年 Gusti Wayahan Tegeh的死亡之後，分裂的峇里各邦在西龍目發展，到19世紀初期，已經形成四個彼此競爭的王國：卡朗阿森-龍目 (Cakranegara)、Pagesangan、Pagutan、和马打兰-龍目。

### 荷蘭統治時期

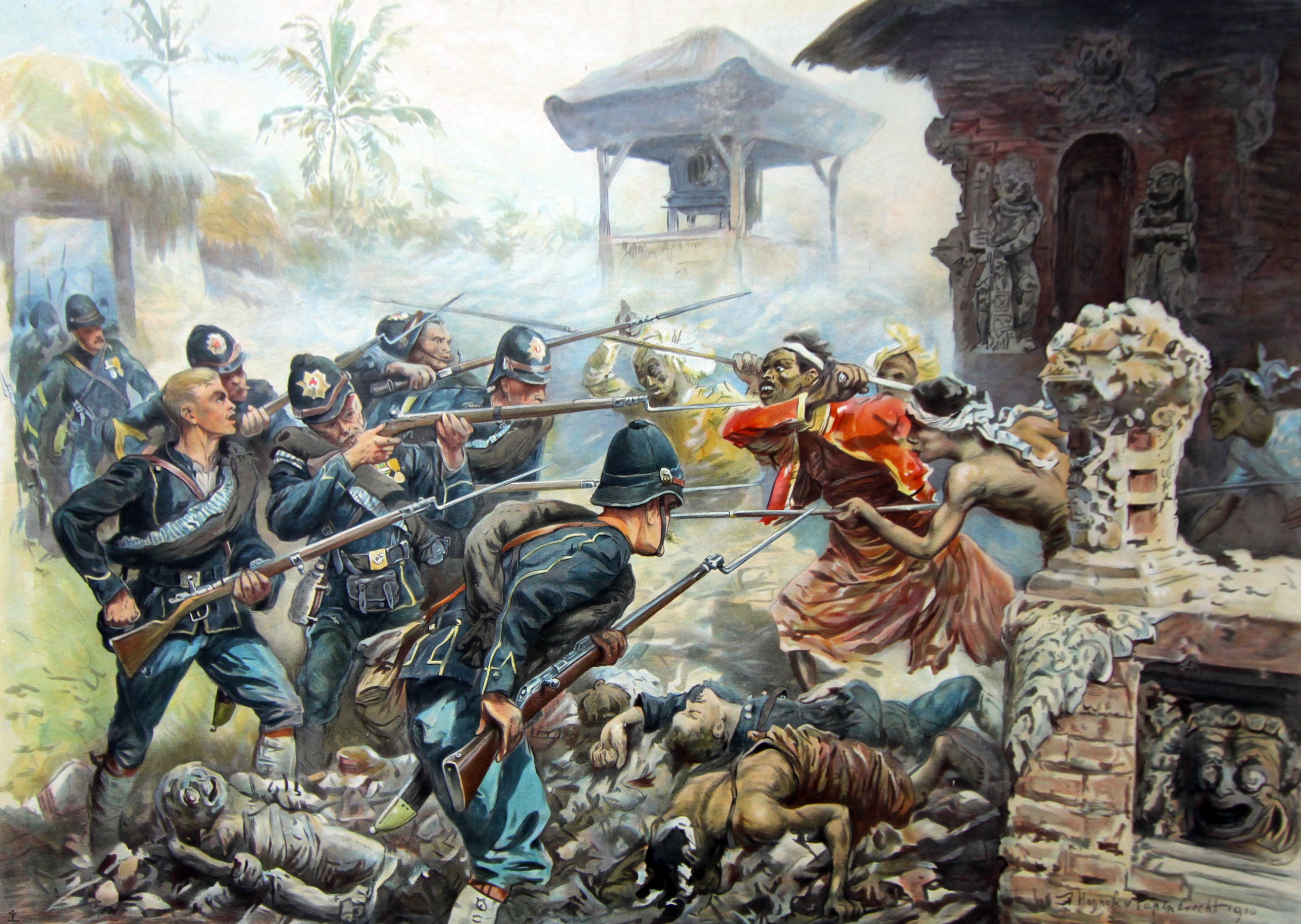
1894年荷蘭干涉龍目島及卡朗阿森，與峇里人對抗

西元1839年，马打兰-龍目王國的統治者打敗了卡朗阿森-龍目王國並且統一龍目島上的峇里王國，施行马打兰-龍目的法律。在西元1855至1871年間，西龍目島的薩薩克人受東龍目島的伊斯蘭貴族領導而起義革命。在許多薩薩克農奴反抗峇里人的期間，薩薩克酋長派遣使者邀請在峇里島的荷蘭人來統治龍目島。1891年革命後沒多久，荷蘭人於1894年領軍隊自島的東部進入，摧毀了马打兰-龍目王國並且於1895年八月佔領全島。荷蘭人被視為讓薩薩克人從峇里人的壓迫中解放。

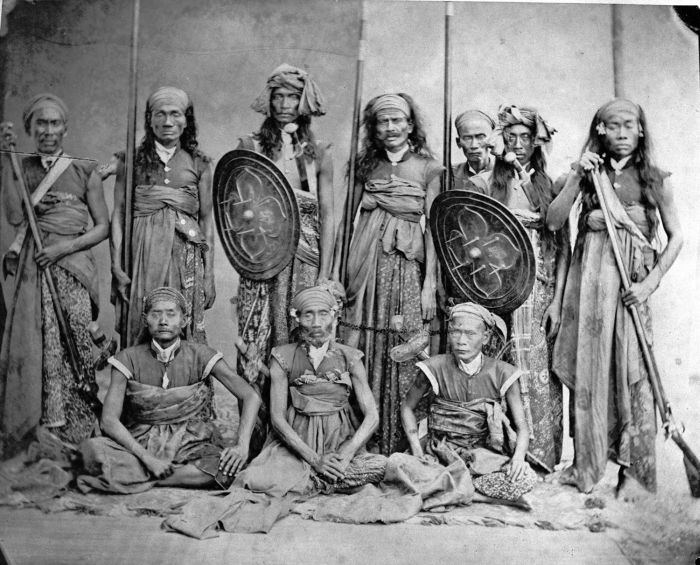
薩薩克部落首領

### 日本統治時期
在二戰期間，日本的武力侵略是基於第二次南進政策，佔領了小巽他群島也包含龍目島在內。日軍於1942年五月9號駛入島上的Ampenan港 ，荷蘭人迅速被擊敗，島嶼很快地被佔據。薩薩克人猶記得這段期間的過度勞動、貧窮和壓迫。

### 印尼獨立至今
印尼獨立後，稱為「老師」的伊斯蘭領袖取得優勢的政治、經濟權力，確保「Waktu Lima」 的主導地位。總統強迫經濟自給自足及互助 ， 經濟情況越來越惡化。土地改革計畫在1960年代證明窒礙難行，並於1965年。西元1965年， 一場突如其來的軍事政變，導致聲稱是共產黨員的同情者遭致血洗而「Tuan Guru」及其追隨者則試圖避免迫害。1970年代的「綠色革命」，對龍目島造成重大的經濟衝擊。近年來的改變則是經濟的發展及旅遊觀光業的盛行。

## 社會、家庭與婚姻

### 社會
薩薩克社會有等級系統（粗略地稱為種姓制度），分為四個階級，兩個為貴族階級，一個為平民階級。此外，社會地位亦與相對年齡、財富、宗教素養、職業和居住地有關。
| 稱謂        | 階級                                |
| ----------- | ----------------------------------- |
| mènak       | 1st caste - nobles 貴族             |
| prewangse   | 2nd caste                           |
| jajarkarang | 3rd caste - commoners平民           |
| sepangan    | lowest caste, servants of mènak僕人 |

#### 政治組織
龍目島是西努沙登加拉省的一部分，包含龍目島與松巴哇島，其上有省政府。龍目島分為三個主要區域「kabupatan」，每一個區域有其地方頭人「bupati」。這些區域是西龍目、中龍目、東龍目，而每個區域又有其次級區域「kecamatan」，人口較多且擁有地方頭人的稱「camat」，那裡有數百個薩薩克村落或「desa」，頭人為「kepala desa」，多數的「desa」又可在分割為小村莊「gubug」，頭人為鄰村的或稱「keliang」。村落會議是討論或決定工作的重要會議，主要決策者為長者「kerama desa」。

#### 社會控制
過於直接的社會控制會被避免。閒言閒語與排擠作用是主要的社會控制機制。地方法院是超然於村落階級外的處理爭議的機關，而在許多孤立的地區，爭議是直接由「 kerama desa」作出裁決。

### 家庭

#### 親屬
薩薩克人的社會系統是由三個不同稱謂的階級組成，兩個是貴族階級，一個是平民階級。兩者的居住地通常是隔離開的。種姓制度影響著婚姻與繼嗣，繼嗣是雙邊繼嗣但父係親屬較重要。親屬間共同勞動，也提供彼此協助。
親屬稱謂有兩類方法，關於職權範圍的為愛斯基摩型，關於住址的則是夏威夷型。重要的是相對年齡。

#### 家戶與繼承
家戶的構成取決於居住的人、共享的食物與合作式的經濟。通常是由核心家庭組成，但也可能會包含祖父母。兒童在成長過程中，會受到良好的保護與照顧，避免體罰。而通常照顧者除了父母外，也會有關係親密的親戚與較年長的同輩，特別是姊姊。在繼承方面，最重要的繼承形式為土地，特別是可耕地或果園。繼承的規則則依照各村落而有不同。在多數的村落裡，女兒會收到一份財產而兒子收到三份的財產。可是在一些村落，女性不得繼承，而長子繼承的則會多於較年輕的男性。女兒能夠在家屋、飾品、牲畜及金錢上獲得較為平等的繼承權。

### 婚姻
大多數家庭屬於一夫一妻制，但多偶婚也是被允許的。社會階級的系統是決定婚姻的重要因素，男性可與較低階級的女性結婚，但女性唯有在冒著與家族斷絕關係的情況下才會如此。而許多婚姻是透過私奔的形式，薩薩克人稱之為「bride capture」。社會普遍偏好交表婚，因為在種姓制度的強迫下，這是選擇配偶較為自由的方式。他們是新居制。離婚是常見的，但通常是依循穆斯林的習俗，按照男性的意見。

#### 婚俗傳統(Merarik)
在薩薩克人的傳統裡，拐走女孩的婚姻稱作“merarik”，或有人稱「偷老婆」。字面上的意思是，“merarik” 是離開家庭的婚姻。根據薩薩克人世傳的故事，有一對伴侶離開家裡是因為他們未獲得家族的承認。 而理由是，男方家庭與女方家庭之間彼此存在衝突，以致於他們無法成全對方。然後，男生便帶女生到他的家裡，女生住在男方家中數日。結果是， 不論接受與否，家裡仍給予他們祝福。但假如無法獲得允許， 這將成為兩個家庭的恥辱。“Merarik” 也是一個減低女孩身價的方法，不像到女方家提親。
“Merarik” 越來越普及、鞏固成一種社會典範 ，因為假若拐走女性，男性將比單純地向女方家提親更為強壯和英勇。 但“merarik”也不如表面看來那麼簡單。 它實際上需要許多程序及要求，也相當費時，甚至會耗時二個月。而時間長短是根據伴侶的問題及情況決定。以下是關於這獨特的婚禮過程的簡介。
“Merarik” 開始於男生與女生在特定場所的秘密約會。他們通常會提早做好要結婚多久的計畫。女生要離家結婚時並不會和家裡說 ，而男方及其親友則在特地地點等她，陪伴是為了確保女生的安全。之後男方會帶其到「安全」的地方，例如親戚家。隔天，男方家會有四至五人到女方家提出委託。在薩薩克語中，這習俗叫做 “nyelabar”。首先，他們會拜見酋長或 “kepala desa” 然後一起跟著 “kepala desa”去告知女方家人。 男方家庭會儘可能早點告知女方家庭，三天是期限。因為如果超過三天期限，男方家庭就會被罰錢，這叫做“terlambat nyelabar”。
婚禮儀式的時間很短，地點通常在離男方家最近的清真寺。男生來自Bridge community還有一些代表來自女方家庭。 這個過程就像伊斯蘭文化的婚禮。婚禮的最高潮叫做“nyongkolan”，這個習俗通常在婚後舉行數日。 “Nyongkolan”是一個遊行隊伍，功能是與周圍的居民宣布將有一對新人在此居住。“Nyongkolan”是男方家庭、親友和社群所組成。 遊行隊伍中，他們身著傳統服飾、演奏傳統樂器，有數百人參與這場盛宴。如果新人是來自富有或有聲望的家族，隊伍將更長。此外，有數種不同風格的傳統樂器演奏團體穿插其中，像是  “Gendang beleq” 和“ Kecimol”。
最後一個程序叫做“balik lampak” 或“bejango”。他是一個特別的時間讓新人及男方家庭造訪女方家庭。 它是“merarik”的結尾。這過程是構築在雙方家庭的溝通及輕鬆的交談，交換建言與勸告。“Bejango” 具有加強雙邊家庭關係的功能，因為 “merarik” 不只是丈夫與妻子間建立關係，也使雙邊家庭建立關係，甚至連結村落與村落。

## 經濟 (產業與生活)

### 產業

#### 農業
薩薩克人的經濟以農業為主，而其中又以生產水稻為日常主食或買賣。大多數的人口從事農耕且居住於鄉下農村中。經濟生產是屬於勞力密集型。耕地透過水牛或公牛整地、以手工的方式收割，而運輸主要透過馬匹。而「subak」管理的溝渠與堤防對於生產水稻的密集灌溉系統最為重要，因為灌溉水源的公平分配乃農耕社會所需。其他如木薯、大豆、玉米、蕃薯和可可豆是用以維持生計的作物。米、咖啡、菸草、花生和洋蔥是用以銷售及當地消費品。由於水稻是依賴降雨量的作物，所以較為貧瘠的地區，他們會改以輪作制或種小麥。

##### 性別分工
當兩性皆從事農業耕作時，不同的性別可能會有不同任務。男性負責整地、修繕圍籬、灌溉工作、守衛作物、犁田、建造家屋、甚至需要打鐵。女性則負責秤量米的重量、清理家屋、取水、編織、燒菜（節慶時男人亦會）。而種植、播種、收穫、採集、漁獵、織籃和照顧嬰兒則是兩性皆會做的。

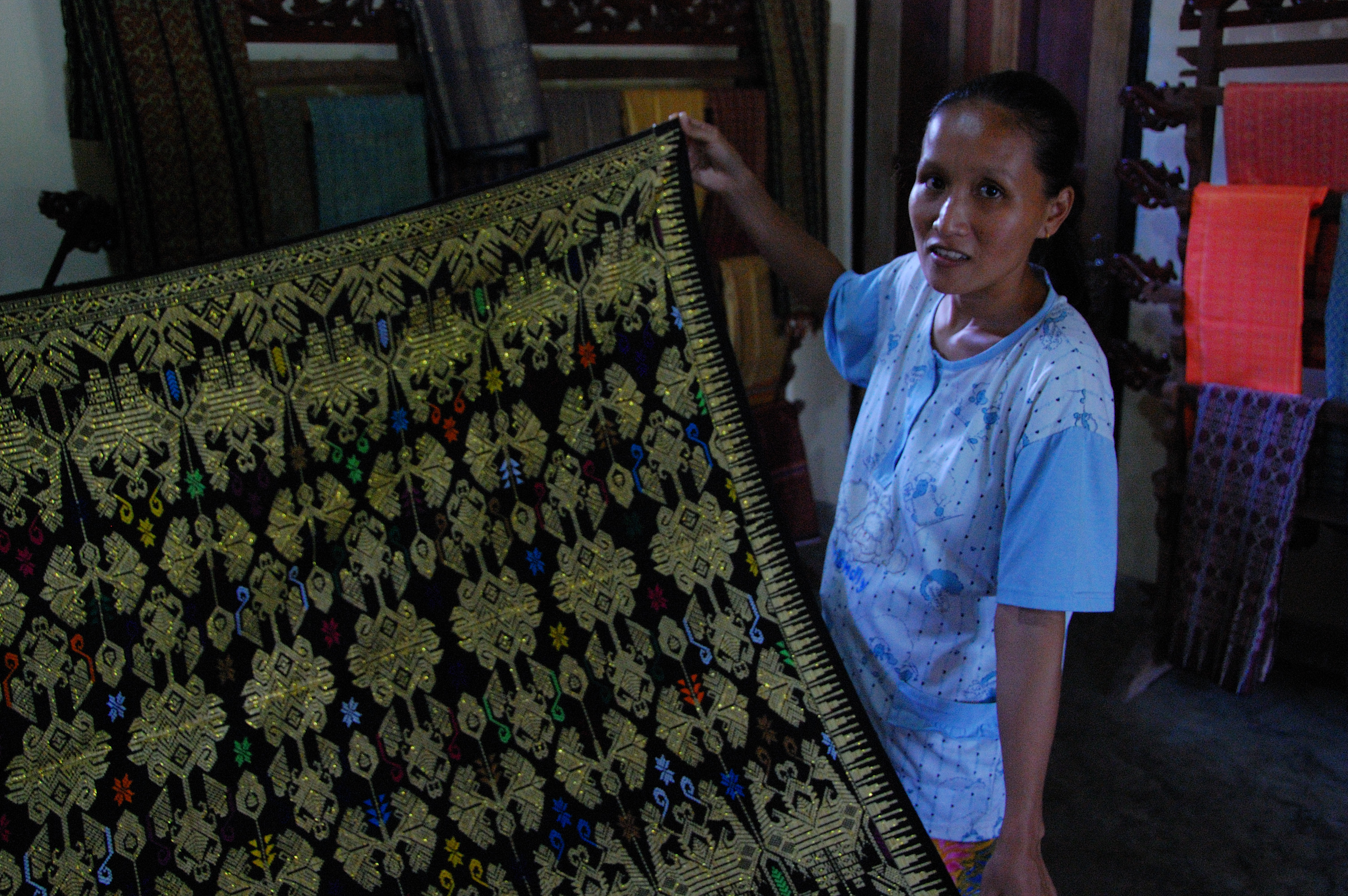
薩薩克女性與傳統織布

#### 工業藝品
有些村落有部分工時、季節性的專家，他們製作土陶來銷售，也有人編織籃子、打鐵匠、或木炭師傅。

#### 貿易
隨著人口快速成長，以及商業的興起，有些薩薩克人選擇銷售土地，在沒有土地的薩薩克人中，小商販的數量是成長迅速的。小商店、流動攤販、和市場中的銷售員都很常見，但他們都在最偏僻的村落。大多數小商販是女性在顧，而男性則傾向做更大規模、離開島嶼的貿易。

### 生活

#### 家屋
島上較高度發展的地區，大部分傳統家屋已經不再使用。然而，在南部地區多數村民仍無法改變他們的生活模式，他們以自身的文化感到自豪，而且觀光業所帶來的財源挹注也穩定了這個結構。他們的家屋在龍目島的南部半島隨著貧瘠的山丘層層遞升 。村民都聚居於低懸崖處以保留能使用的可耕地。這些村莊可以透過小徑到達而在村落的中央通常有方金字塔型的茅草清真寺。

#### 米倉

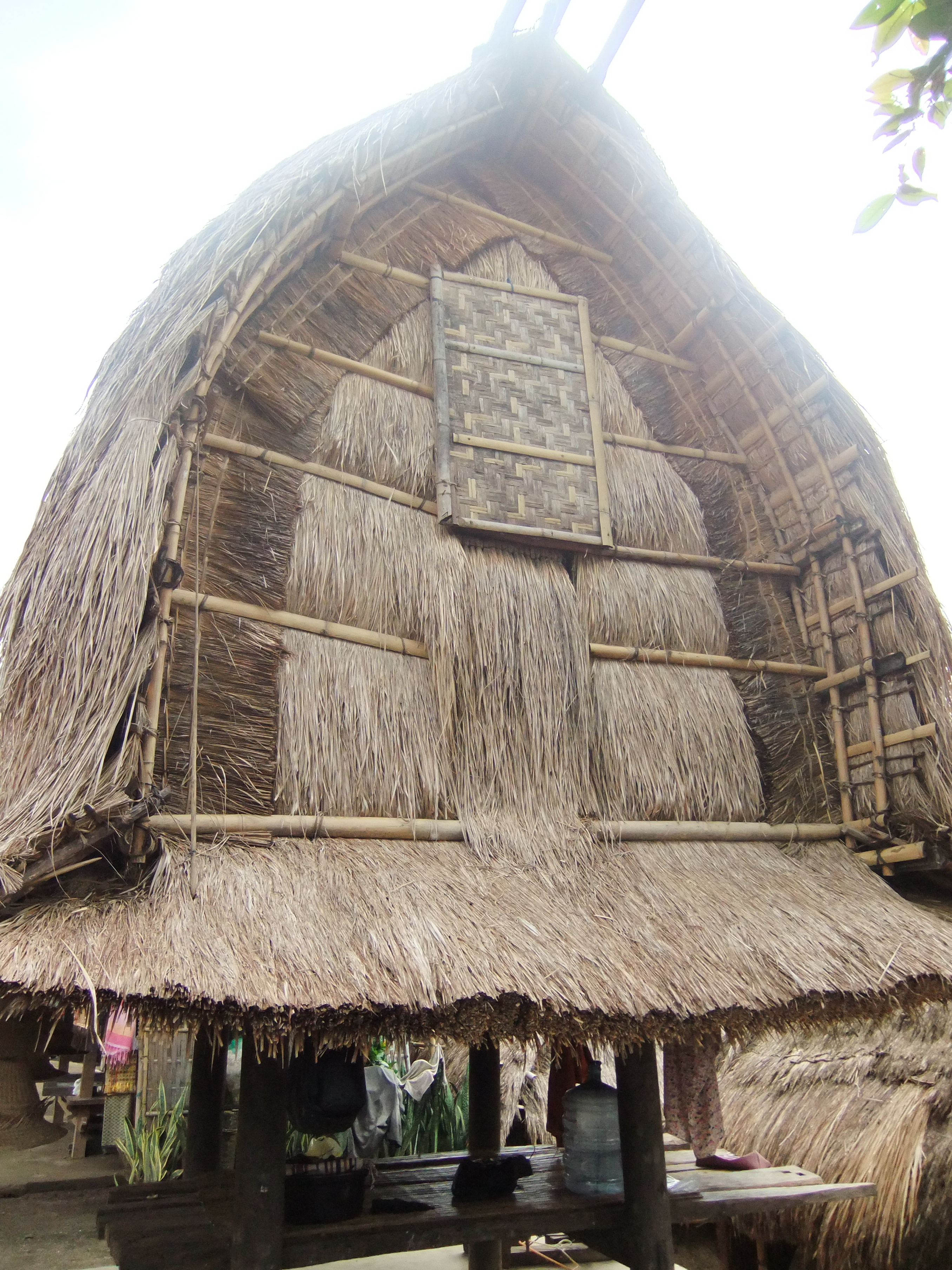
Lumbung 米倉

「lumbung」是薩薩克人引以為傲的鄉土建築。它們沿著村落裡的小路整齊地排列著。整個建築只有一個通風口，位於高處，一年承裝兩次米。四根1.5公尺長的硬木柱被安置在同一水平面。 曬乾的泥巴和牛糞製的平台有設置一定高度，以避免老鼠等嚙齒類動物進入。 兩個橫梁靠著懸臂架的木製結構並反過來支撐竹椽。擴展家庭的「lumbung」之間間距都不過數公尺之遙。

## 宗教、信仰與習俗

### 宗教
幾乎所有的薩薩克人都會宣稱自己是穆斯林，不論是大部份信仰「 Waktu Lima」或是只佔一小部分人口的混合的宗教的信仰者。村落有清真寺，也會有非正式的宗教學校「 pesantren」和提供更多形式化的宗教教育的「madrasah」。這些機構的運作通常是依賴「Tuan Guru」，他是薩薩克人中能夠行使相當的政治權力的宗教領袖。

#### 神職人員
各村落的宗教官方代表叫做「 kiyai」，而「penghulu」是宗教領袖。然而，仍有一些孤立的村落擁有「pemangku」，是神聖的代表。

#### 儀式
曾經普遍的「adat」(關於傳統法律的儀式)， 各村落都不盡相同，已經逐漸減少。取而代之的是伊斯蘭儀式，它比這些帶來親屬或地域網絡的豐收祭、生命儀式等，更加地個人化傾向。

#### 疾病
疾病可能被歸因於存有精靈、巫術、超自然的懲罰、對逆境的反應等。通常使用一種當地的藥物「belian」來治療。

### 信仰
大部分的薩薩克人信奉維克土．里馬(Wektu Lima)，為伊斯蘭教的一支流派。維克土．里馬意為「五次」，也就是一天要禱告五次。另外一部分的薩薩克人，遵循舊教維克土．土魯(Wetu Telu )，一天只需禱告三次。此外，還有約為八千人的小團體，自稱伯得哈(Bodha)，主要居住於班特克(Bentek)和林賈尼火山坡上。他們是唯一未受伊斯蘭教影響的薩薩克人，信奉泛靈論，融入印度和佛教的元素，而印尼政府則因為他們的部落名將他們歸類為佛教徒。

## 藝術

### 文學
傳統上，雕刻在一種叫做lontar palm的植物的乾葉子上。
對以前眾多Sasak王國的歷史多有記載。
其文意有時晦暗難懂，難以翻譯成其他語言。
由叫做Askara sasak(hanacaraka)的基本字母書寫，通常為一個子音+母音a

### 舞蹈
Gandrung是一種傳統舞蹈，流傳在峇里島、龍目島、西爪哇島等地。

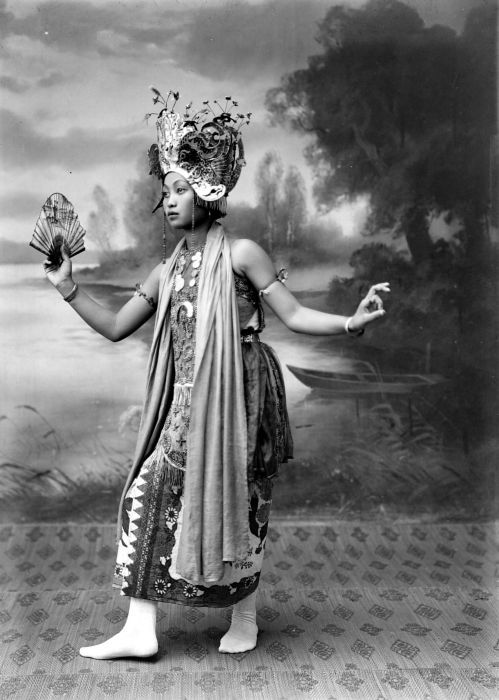
著傳統服飾的 Gandrung舞者

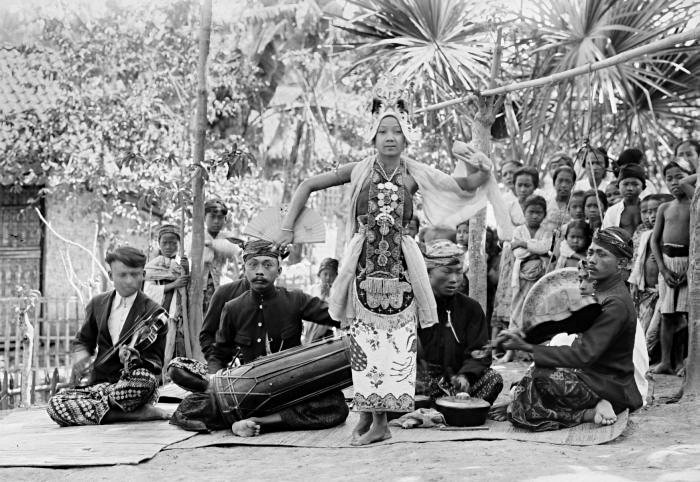
Gandrung與音樂伴奏

在爪哇語中，Gandrung是「愛」的意思，它理論上是向米神Dewi Sri表示人們對他的愛，然而薩薩克人與爪哇人多流失他原本含義，而變成像女孩求伴侶的一種社交舞蹈。
此外，通常舞蹈者是未婚女性或跨性裝扮者，並且穿著傳統服飾搭配扇子、大披巾、裝飾性的頭飾。

### 表演藝術
Gendang beleq是薩薩克人的一種表演藝術包含舞蹈及音樂，而這個詞在薩薩克語中即是「大鼓」。

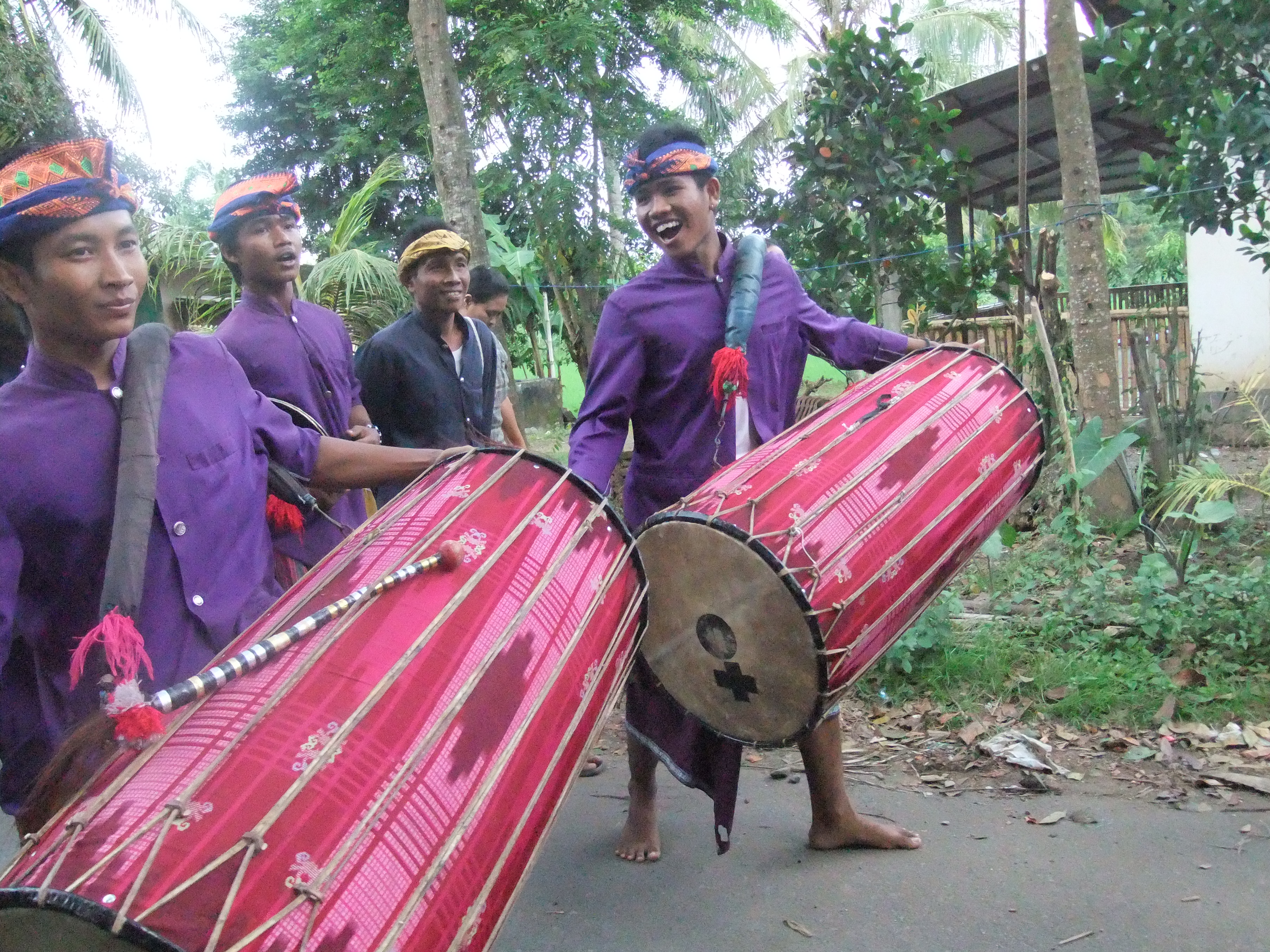
大鼓 (gendang beleq) 音樂家

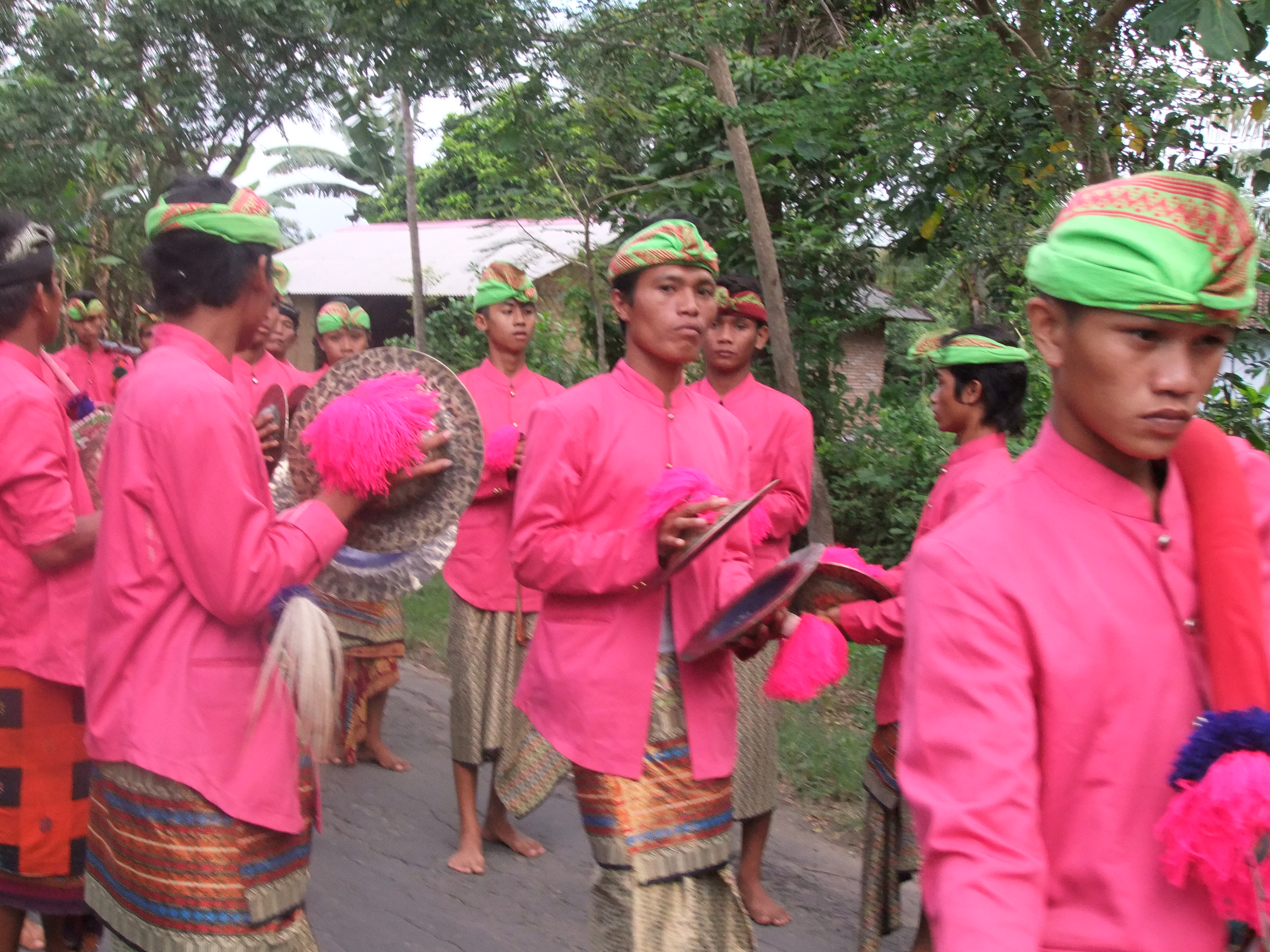
使用鈸的樂手

表演樂手整能由男性組成，而且多是青年，他們穿著鮮豔的傳統服飾，以遊行的方式，邊奏邊舞，特別的是，他們的舞既激動又帶有挑釁意味的二重奏。
Gendang beleq可以在婚喪喜慶還有祈求降雨的時候表演。

## 現況

### 觀光
旅遊業是目前龍目島最主要的收入來源。以聖吉吉(Senggigi)小鎮為中心的西部海岸地區是旅遊業最發達的地方，而酒店周圍的地區包含最多觀光設施。西海岸濱海旅遊帶從馬塔蘭(Mataram)和Ampenan的舊機場展開沿著海岸30公里。而其他主要的旅遊也包括從林賈尼火山( Gunung Rinjani )的最北端山腳下的Tanjung和、Sire、Medana Peninsulas和最熱門的吉利群島。許多飯店都有提供從平價到奢華的房間。近年甚至還有提供從峇里島坐快艇直達吉利群島的服務。龍目國際機場已經在2011年啟用，並且亞航（Air Asia）有直飛龍目島，新加坡也有廉價航空飛往該島，在旅遊上已是非常方便，並且龍目島上的旅遊設備、食物、消費、酒店等比起峇里島都價廉物美。

### 經濟
大多數的人口是貧窮的。但是由於得天獨厚的自然環境，所以食物充足且多樣。雖然每戶家庭所得不到一天一美元的水準，但仍能夠過著維持生計的生活，然而，連食物和燃料的價格都在爬升。對於當地原住民來說，教育與醫療的提供都是十分困乏的。 
根據小巽他群島 在2008年的統計數據，生活在都市裡的貧窮人口有29.47% ，鄉村地區則是19.73%，介於兩者的區域則是 23.81%。